# Wyn Belotte
Wyn Belotte (ur. 6 maja 1984 w Montrealu) – kanadyjski piłkarz, występujący na pozycji napastnika.

## Życiorys
Jego rodzice pochodzą z Haiti, a brat André również był piłkarzem. Wyn Belotte jest wychowankiem CS Montréal-Nord. W wieku 14 lat przeniósł się do Europy, zostając juniorem FC Nantes. W 1999 roku otrzymał nagrodę FSQ Male Youth Elite Player. W 2001 roku brał udział w mistrzostwach CONCACAF U-17, jak również w mistrzostwach świata U-20, gdzie zagrał w trzech meczach. W lutym 2002 roku podpisał kontrakt z IFK Norrköping. Kanadyjczyk wystąpił tylko w jednym meczu Norrköping – zremisowanym 1:1 spotkaniu z Landskrona BoIS. Latem 2002 roku Belotte został wypożyczony do Ängelholms FF, w którym to klubie wystąpił w trzech ligowych spotkaniach. Latem 2003 roku na zasadzie wolnego transferu Belotte został piłkarzem Wisły Kraków. Zagrał w dwóch meczach reprezentacji podczas mistrzostw świata U-20 2003. Po zakończeniu rundy jesiennej sezonu 2003/2004 Belotte został zwolniony przez Wisłę Kraków, nie rozegrawszy żadnego spotkania w pierwszej drużynie. W czerwcu 2005 roku podpisał kontrakt z Toronto Lynx. W barwach klubu zadebiutował 24 czerwca w wygranym 2:1 meczu z Minnesota Thunder, strzelając także bramkę. Ogółem wystąpił w ośmiu meczach Toronto Lynx, w których zdobył dwa gole. W następnych latach grał w amatorskich klubach: Red Deer Renegades i Phillip′s Bakery FC. W 2010 roku wystąpił w futsalowych rozgrywkach QCSL World Cup.

## Statystyki ligowe
| Sezon         | Klub           | Liga               | Mecze | Gole |
| ------------- | -------------- | ------------------ | ----- | ---- |
| 2002 (w)      | IFK Norrköping | Allsvenskan        | 1     | 0    |
| 2002 (j)      | Ängelholms FF  | Superettan         | 3     | 0    |
| 2003/2004 (j) | Wisła Kraków   | I liga             | 0     | 0    |
| 2005          | Toronto Lynx   | USL First Division | 8     | 2    |